# Motocarrozzetta

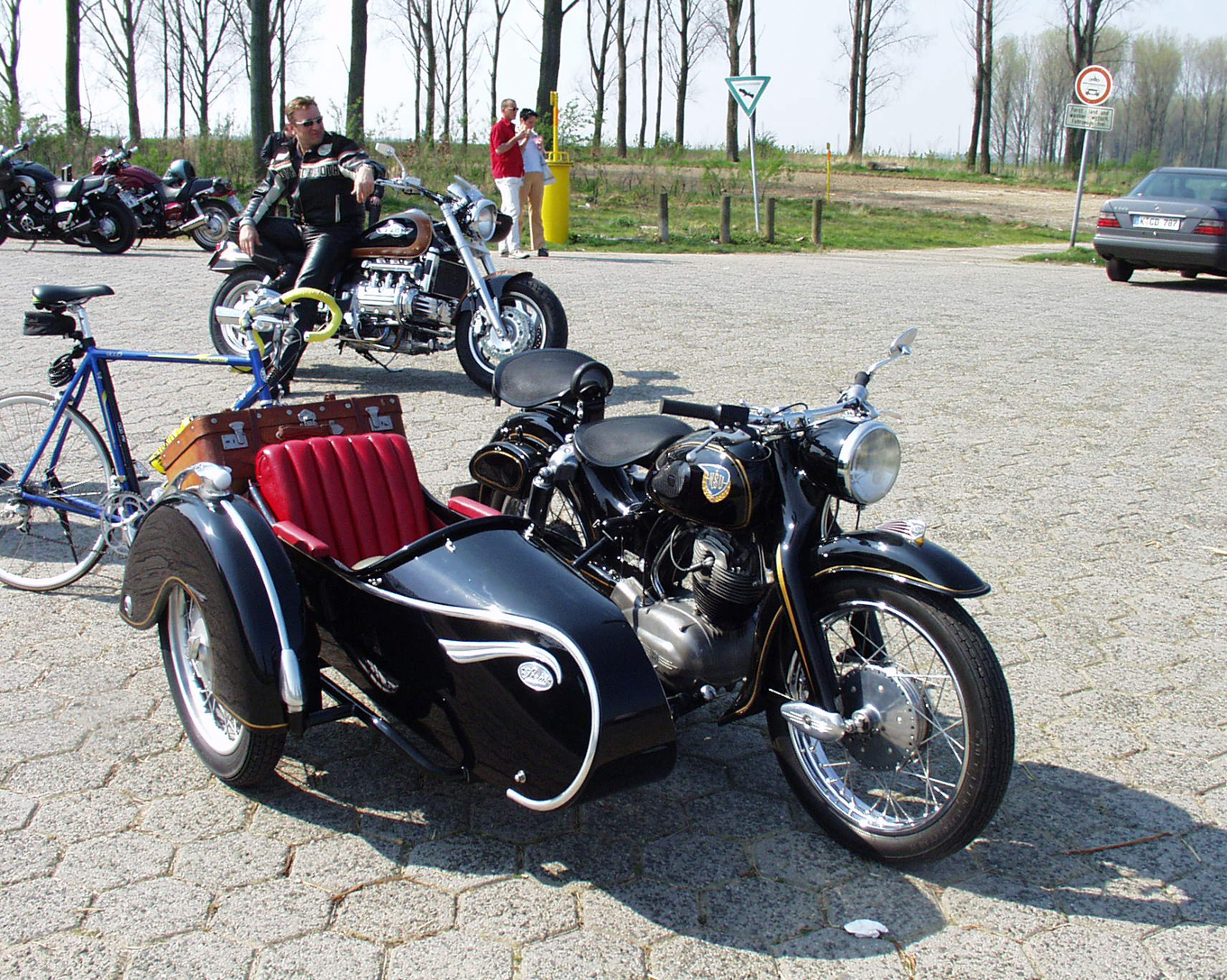
Una motocicletta NSU con carrozzino.

La motocarrozzetta (conosciuta anche in lingua inglese: sidecar) è un motoveicolo a tre ruote ottenuto dall'accoppiamento di una motocicletta con una struttura laterale portante dotata di ruota, generalmente rappresentata da un carrozzino. Sebbene nella lingua inglese non indichi la combinazione di motociclo più carrozzino (che è detta combination, outfit, rig oppure hack), ma unicamente il carrozzino a una sola ruota da agganciare alla moto, in Italia e altri Paesi il termine sidecar viene diffusamente utilizzato quale sineddoche per indicare il veicolo completo.

## Storia

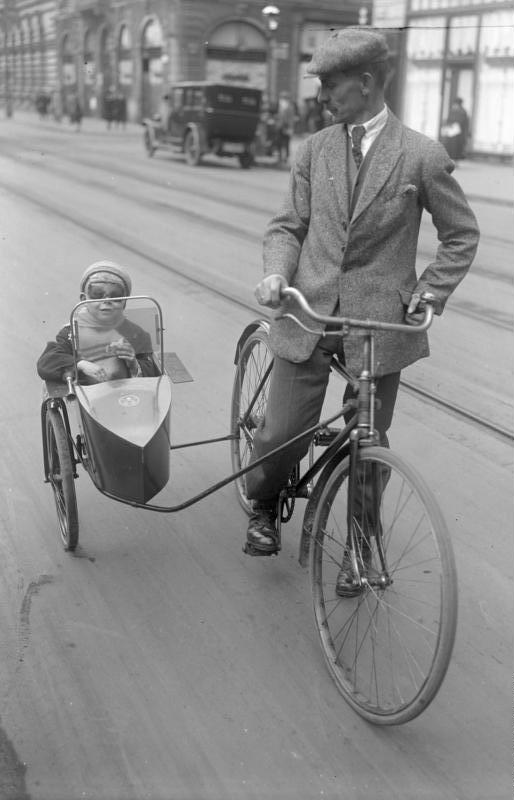
Sidecar applicato ad una bicicletta in una foto del 1931

Le origini della motocarrozzetta risalgono alla fine del XIX secolo, quando M. Bertoux, un ufficiale dell'esercito francese, modificò una bicicletta applicandole una triangolazione di tubi che reggeva la ruota laterale all'altezza di quella posteriore, un sedile dotato di schienale e un poggiapiedi: con tale veicolo si aggiudicò il premio offerto da un quotidiano per il miglior metodo per trasportare un passeggero su una bici.
Prima degli anni cinquanta le motocarrozzette erano abbastanza diffuse, fornendo un'alternativa economica all'automobile. Trovarono inoltre impiego come mezzi militari e della polizia. Durante la II guerra mondiale, le truppe tedesche ne avevano in dotazione un gran numero di esemplari realizzati su meccanica BMW (R12 e R75) e Zündapp.
Nell'Europa occidentale hanno avuto una certa diffusione modelli prodotti su meccaniche delle C.Z., Jawa (Repubblica Ceca) e Moto Guzzi (Italia).
Le motocarrozzette odierne, per l'uso stradale, sono più che altro una curiosità. Alcuni dei pochi produttori motociclistici con versioni di motocarrozzette in listino sono: IMZ-Ural e Ižmaš in Russia, Dnepr in Ucraina e Chang Jiang in Cina (modelli quasi tutti derivati dallo stesso motociclo BMW della seconda guerra mondiale, Chang Jiang invece produce modelli moderni con motore 650cc a quattro tempi con raffreddamento a liquido).
Oltre a queste motocarrozzette "di serie", ci sono poi molti produttori artigianali di carrozzini in diverse nazioni che hanno in catalogo versioni specifiche da accoppiare soprattutto alle grosse motociclette "gran turismo" più diffuse, come Honda Goldwing e BMW K1200 LT. Significativamente rare sono le motocarrozzette con telaio integrale, su cui sono montati i componenti sia della moto che del carrozzino, come gli avveniristici Domani e Dopodomani realizzati dalla tedesca Michael Krauser GmbH su meccanica BMW.

## Tecnica
Il carrozzino consiste di un telaio (saldamente fissato a quello della motocicletta da un lato e munito di singola ruota dall'altro) e da una carrozzeria. Di norma esso viene montato dal lato del margine della carreggiata, così che la motocicletta e il guidatore si trovino vicini alla linea di mezzeria: nei Paesi dove si guida mantenendo la destra esso si monta a destra e viceversa. La carrozzeria tipicamente fornisce spazio per il sedile di un passeggero e un piccolo baule sul retro. In alcune versioni il carrozzino viene usato per trasportare solo merci (allo stesso modo che sulla piattaforma di un autocarro). Particolarmente pratiche e adatte a percorrere gli sconnesse viottoli di campagna e i ripidi sentieri montani, nel secondo dopoguerra erano molto diffuse quelle motocarrozzette che trasportavano da 4 a 6 bidoni da 20 litri, destinate alla raccolta del latte nelle piccole fattorie.
La ruota del carrozzino talvolta è motrice mediante l'interposizione di un differenziale, come sulle Dnepr MT16 con il bloccaggio come optional, oppure con collegamento diretto, come sulle Ural, per migliorare trazione e guidabilità del veicolo nel fuoristrada e in presenza di strade sdrucciolevoli. Esistono sidercar con rimorchietto con freni ad inerzia. Esistono non solo sidecar 3x2 con il differenziale a slittamento limitato è il caso dell’Ural Scramblered, ma esistono anche Sidecar 3x3 come la k 750 Dnepr MW 3x3. cfr. Museo del Sidecar di Cingoli. Anche la Moto Guzzi costruì un prototipo 3x3 mai entrato in produzione.

## Le competizioni
Come per le motociclette tradizionali, anche le motocarrozzette sono state impiegate in competizioni sin dagli albori del motociclismo e l'asimmetria del veicolo ha sempre imposto a pilota e passeggero una particolare e spettacolare tecnica di pilotaggio per poterlo spingere al limite. Tale asimmetria, sia geometrica che della distribuzione dei pesi, influenza pesantemente la dinamica del veicolo: sempre presente nel sidecar è l'imbardata indotta dalla spinta del motore in accelerazione (che fa girare il veicolo dalla parte del carrozzino) e dai freni nel caso opposto (con opposto effetto). 
Inoltre la moto, che è molto più pesante del carrozzino e non può piegarsi per contrastare la forza centrifuga, tende a ribaltarsi quando affronta a velocità eccessiva (detto "punto di ribaltamento") una curva dal lato del carrozzino, imponendo all'equipaggio di contrastare questo effetto spostando il loro peso all'interno della curva. Tale compito grava fondamentalmente sul passeggero, che resta acquattato dietro la carena durante la percorrenza dei tratti rettilinei per opporre la minore resistenza aerodinamica e si appende letteralmente a sbalzo in curva, spostando il proprio peso verso il centro della curva per mantenere il baricentro dell'intero "sistema" (motocarrozzetta più occupanti) nella posizione più vantaggiosa per l'equilibrio del mezzo, rendendolo così sostanzialmente più veloce.

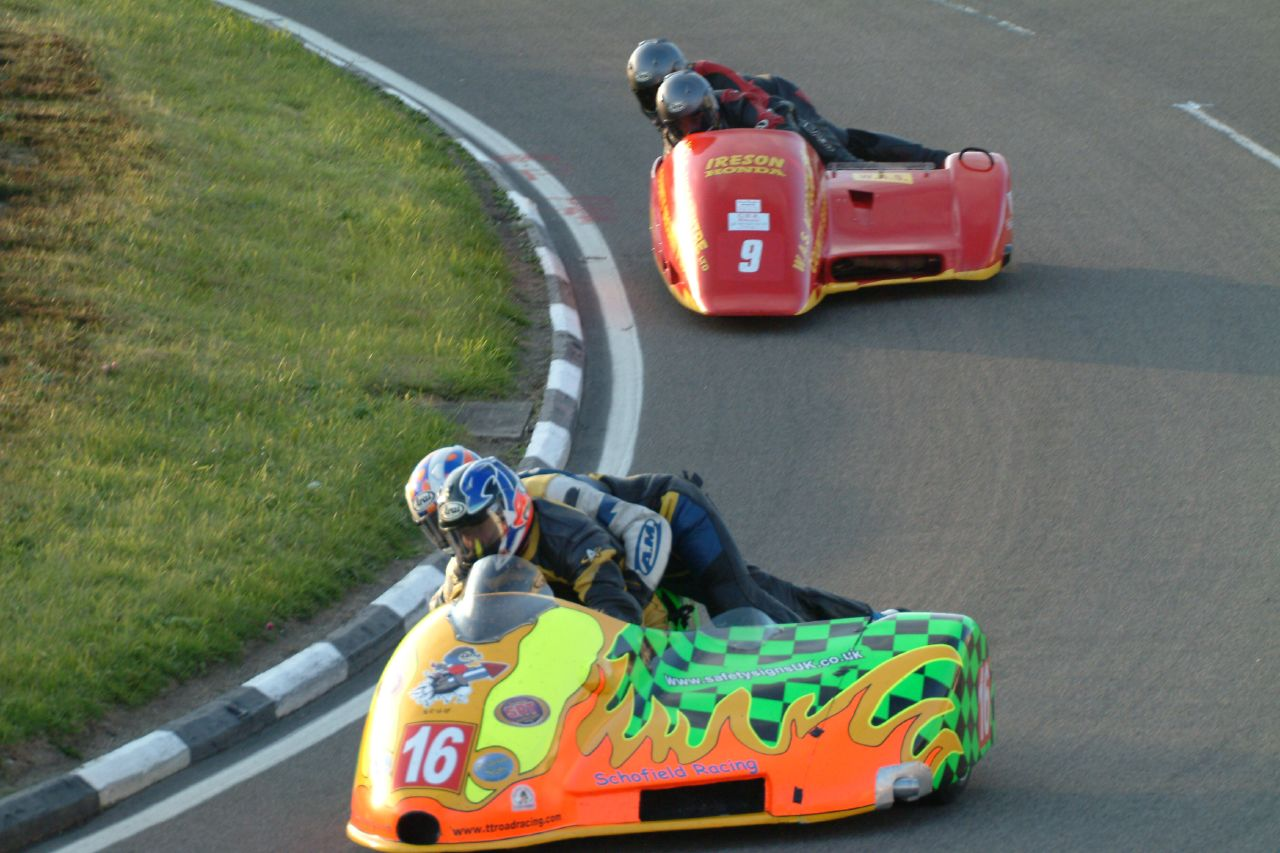
Sidecar in competizione all'Isola di Man

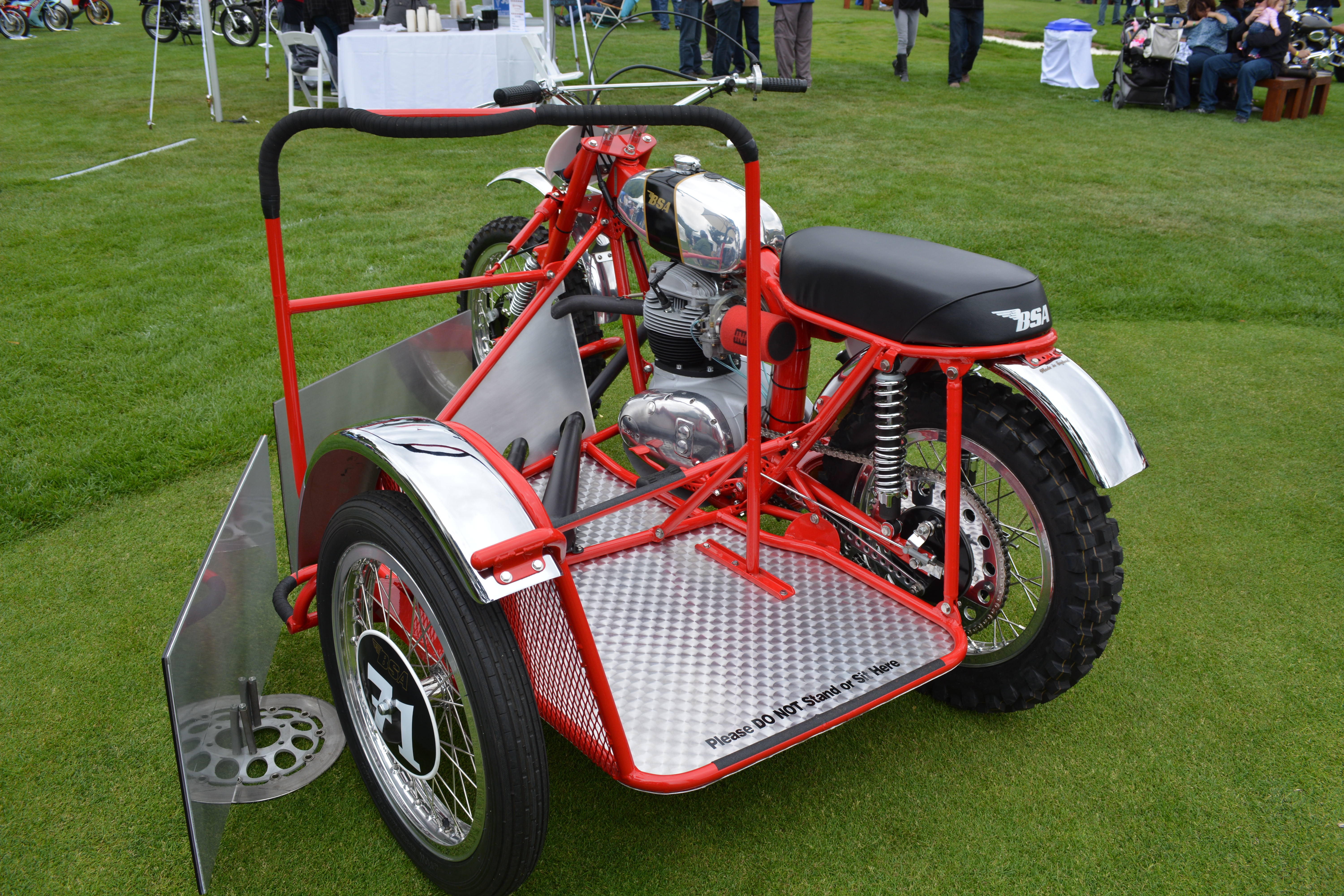
Sidecar Cross d'epoca

Agli albori delle competizioni, il "tre ruote" da gara era pressoché simile al modello stradale, ma attualmente i modelli per le corse su pista differiscono profondamente da essi: il veicolo nel suo insieme è estremamente basso e allungato, con una carenatura integrale, il pilota che guida inginocchiato e praticamente sdraiato sulla moto, anch'essa lunga e bassissima da terra, mentre il passeggero è senza sedile e poggia su una piattaforma da cui esibisce la sua tecnica sporgendosi e reggendosi a degli appositi appigli.
Per le motocarrozzette è stata istituita nel motomondiale una classe apposita che ha designato vincitori nelle edizioni svoltesi dal 1949 al 1996. Ancora oggi tra le gare del Tourist Trophy vi è invece il Sidecar TT.
In Europa si commerciano anche motocarrozzette del tipo da motocross, con telai costruiti appositamente per affrontare le dure sollecitazioni inflitte sui circuiti di gara. Questa specialità ha anche alcuni seguaci negli Stati Uniti, in Australia e in Nuova Zelanda.